# Zhang de Han
Imperador Zhang de Han (57 - 88) foi um imperador chinês da dinastia Han de 75-88. Zhang foi o terceiro imperador da Dinastia Han Oriental. Zhang foi um assíduo e diligente imperador, ele reduziu os impostos e concentrou sua atenção nos assuntos do Estado. Zhang também reduziu as despesas públicas, bem como promoveu o Confucionismo. Como resultado, a sociedade prosperou e sua cultura floresceu durante este período. 
Juntamente com seu pai o Imperador Ming de Han, o reinado do Imperador Zhang foi muito elogiado e considerado como a "idade dourada" do período Han Oriental. O Imperador Zhang é retratado como piedoso e diligente, por exemplo, em 84, quando dois estudantes universitários, Xi Kong (孔僖) e Cui Yin (崔骃) foram acusados de criticar indevidamente seu antepassado o Imperador Wu e, por criticar o Imperador Wu, criticaram consequentemente o Imperador Zhang também, ele aceitou a carta que Kong apresentou em sua própria defesa e fez dele um funcionário em sua administração. A Dinastia Han Oriental, após o Imperador Zhang, seria importunada com lutas internas entre as facções e eunucos que lutariam pelo poder. 

## Família
Liu Da nasceu em 57, sendo filho do Príncipe Liu Zhuang e de sua concubina Jia. Como a concubina favorita de Zhuang senhora Ma não teve filhos (tia de Liu Da, sendo irmã da sua mãe), ela adotou Zhang como seu próprio filho. O Príncipe Da portanto cresceu considerando senhora Ma como sua mãe, embora soubesse claramente que Jia era sua mãe biológica, ele nunca a trataria ela como tal. 
Também em 57, o avô do Príncipe Da, o Imperador Guangwu morreu, e seu pai o Príncipe Zhuang sucedeu ao trono, sendo chamado de Imperador Ming. Em 60, a mando de sua mãe, a Imperatriz viúva Yin Lihua, o Imperador tornou Ma imperatriz, e Príncipe Da como seu filho, tornou-se príncipe herdeiro, mesmo ele tendo quatro irmãos mais velhos. 

## Como príncipe herdeiro
Nãi se sabe muito sobre a carreira do Príncipe Da, como príncipe herdeiro, com exceção do que foi ensinado do confucionismo clássico em uma tenra idade e foi incentivado nos seus estudos por sua mãe adotiva, com quem ele tinha uma relação estreita. Ele foi também tinha boas relações com seus tios do clã Ma. 
Em 75, o Imperador Ming morreu e Príncipe Da sucedeu ao trono como Emepror Zhang na idade de 18. Imperatriz Ma recebeu o título de imperatriz viúva. 

## Reinado inicial
O Imperador Zhang continuou as tendências de seu pai, sendo porém mais brando. Ele procurou promover funcionários honestos, em especial os altos funcionários que haviam servido fielmente o seu avô e seu pai. Em 76, por sugestão do seu conselheiro Yang Zhong (杨终) e primeiro-ministro Diwu Lun (第五伦), o Imperador Zhang ordenou que as campanhas iniciadas por seu pai para a conquista de Xiyu (moderna Xinjiang na Ásia Central) fossem abandonadas. No entanto, um dos generais, Ban Chao, recusou-se a se retirar, e finalmente o Imperador Zhang colocar Han Ban na liderança das operações em Xiyu. 
O Imperador Zhang estava sempre perto de sua mãe e tios. Em 77, o Imperador Zhang teve uma filha de sua prima, a princesa Piyang (沘阳公主), e bisneta do estadista Dou Rong (窦融), do qual sua antepassada era concubina. Ele a amava muito, e em 78, tornou Dou sua imperatriz. Em 79, a imperatriz viúva Ma morreu. Mesmo após sua morte, o Imperador Zhang não honrou sua mãe natural Jia como sua genitora, mas apenas permitiu a ela participar da nobreza. 

## Intriga palaciana
Após a morte de sua mãe, o Imperador Zhang continuou sendo um líder diligente, mas dentro de seu palácio, houve muita luta entre a Imperatriz Dou e as demais concubinas imperiais, o que gerou certa instabilidade política. Embora a Imperatriz viúva Ma estivesse viva, ela selecionou duas filhas de Song Yang (宋杨) como concubinas para o Imperador Zhang. Em 78, a mais velha, Song deu à luz um filho chamado Liu Qing, que tornou-se príncipe herdeiro em 79, graças à influência da imperatriz viúva Ma. 
Mais tarde, em 79, no entanto, a Imperatriz Dou adotaria Liu Zhao, o filho de outra concubina imperial Liang, e ela planejou, junto com sua mãe e seus irmãos, tornar seu filho adotivo o príncipe herdeiro. Após a morte da imperatriz viúva Ma, ela colocou seu plano em ação. Ela recolheu dossiês sobre falhas do clã Song. Em 82, surgiu uma oportunidade para a Imperatriz Dou. O ancião do clã Song adoeceu, e a Imperatriz Dou acusou falsamente os Song de utilizar bruxaria para curá-lo, o Imperador Zhang ficou furioso e expulsou o Príncipe herdeiro Qing do palácio, que foi deposto, assim o Príncipe Zhao tornou-se príncipe herdeiro.

### Reinado tardio
Em 86, o primeiro dos Qiang (羌) rebeliões começou, e enquanto o Qiang foram pacificados muito rapidamente, isso seria mau augúrio para as próximas décadas, como os Qiang, maltratados frequentemente por funcionários Han, que constantemente rebelavam ao longo de todo o resto da Dinastia Han Oriental, tornando-se um fator importante no declínio do Império Han. 
Em 88, o Imperador Zhang morreu e foi sucedido pelo Príncipe Herdeiro Zhao, que se tornou o Imperador He. 

## Nomes de Era
- Jianchu (建初 py. jìan chū) 76-84
- Yuanhe (元和 py. yúan hé) 84-87
- Zhanghe (章和 py. zhāng hé) 87-88

## Informações pessoais
- Pai
  - Imperador Ming de Han[1]
- Mãe
  - Concubina Jia
- Esposa
  - Imperatriz Dou (desde 78)
- Concubinas
  - Irmãs Song (d. 82), sendo uma mãe do Prince Qing
  - Irmãs Liang (d. 83), sendo uma mãe do Imperador He
  - Sheng, mãe dos Príncipes Shou e Kai
- Filhos
  - Liu Kang (劉伉), Príncipe Jen de Qiancheng (príncipe desde 79-94)
  - Liu Quan (劉全), Prince Dao de Pingchun (príncipe desde 79-79)
  - Liu Qing (劉慶), Príncipe herdeiro (nasceu em 78, príncipe herdeiro desde 79, deposto em 83), depois Prince Xiao de Qinghe (príncipe desde 83, d. 106)
  - Príncipe Herdeiro Liu Zhao (劉肇), (príncipe desde 83), depois Imperador He de Han
  - Liu Shou (劉壽), Príncipe Hui de Jibei (príncipe desde90, d. 121)
  - Liu Kai (劉開), Príncipe Xiao de Hejian (príncipe desde90, d. 132)
  - Liu Shu (劉淑), Príncipe Huai de Chengyang (príncipe desde90, d. 95)
  - Liu Wansui (劉萬歲), Príncipe Shang de Guangzong (príncipe desde93, d. 93)
  - Liu Nan (劉男), Príncipe Wude (príncipe desde80)
  - Liu Wang (劉王), Príncipe Pingyi (príncipe desde80)
  - Liu Ji (劉吉), Príncipe Yin'an (príncipe desde94)